# Provençana metróállomás
Provençana egy metróállomás Spanyolországban, Barcelonában a barcelonai metró L10-es metróvonalán.

## Metróvonalak
Az állomást az alábbi metróvonalak érintik:
- 10-es metróvonal

## Kapcsolódó állomások
Az állomáshoz az alábbi állomások vannak a legközelebb:
- Ciutat de la Justícia (ZAL – Riu Vell (Barcelona Metro), 10-es metróvonal)
- Can Tries | Gornal (Collblanc, 10-es metróvonal)